# Борид димолибдена
Борид димолибдена — неорганическое соединение металла молибдена и бора с формулой Mo2B,
серые кристаллы,
не растворимые в воде.

## Получение
- Нагревание в атмосфере водорода молибдена и бора:

{\displaystyle {\mathsf {2Mo+B\ {\xrightarrow {1500-1600^{o}C}}\ Mo_{2}B}}}
- Нагревание в атмосфере водорода молибдена и смеси оксида и карбида бора:

{\displaystyle {\mathsf {28Mo+B_{2}O_{3}+3B_{4}C\ {\xrightarrow {2000^{o}C}}\ 14Mo_{2}B+3CO}}}

## Физические свойства
Борид димолибдена образует серые кристаллы,
не растворяется в воде.

## Применение
- Материал для катодов электроннолучевых приборов.